# Сарыязинское водохранилище
Сарыязи́нское водохранилище или Сарыязынское водохранилище (Сары-Язы; туркм. Saryýazy suw howdany) — водохранилище в Марыйском велаяте Туркменистана, расположенное на реке Мургаб.

## Описание
Сарыязинское водохранилище было построено для орошения сельскохозяйственных земель в Марыйской области. Водохранилище обеспечивает водой районы в среднем и нижнем течениях Мургаба, которые не орошаются Каракумским каналом.
Площадь водохранилища составляет 150 км², объём ― 1,2 км³, а длина береговой линии ― 60 км. Водохранилище регулирует сток воды, колебания воды достигают 41 м. При нормальном подпорном уровне, длина водохранилища составляет 20 км, максимальная ширина — 5 км, а наибольшая глубина — 21, 5 м.
Вследствие заиливания, произошло снижение реального полезного объёма водохранилища.

## История
Водохранилище было наполнено водой в 1958—1960 годах. В водохранилище были акклиматизированы растительноядные рыбы (толстолобик, амур).
Из-за сильной засухи, площадь водохранилища сильно сократилась в 2021 году. В результате обильных дождей в водосборе Мургаба, в начале 2022 года площадь водохранилища увеличилась с 12,1 км² до 24,8 км².